# José Ayala Lasso
José Ayala Lasso (a veces escrito como José Ayala-Lasso) (Quito, 29 de enero de 1932) es un abogado y diplomático ecuatoriano. Se desempeñó como ministro de Asuntos Exteriores de Ecuador en tres ocasiones, además de representar a su país ante las Naciones Unidas.

## Labor diplomática
Durante su carrera diplomática fue embajador de Ecuador ante las Naciones Unidas y dos veces Presidente del Consejo de Seguridad de las Naciones Unidas. Durante la 48a Asamblea General de las Naciones Unidas en 1993, estuvo en el grupo de trabajo responsable de la Declaración y Programa de Acción de Viena, que se adoptó en la Conferencia Mundial sobre los Derechos Humanos de 1993. Una de las recomendaciones del grupo de trabajo fue la creación de la Oficina del Alto Comisionado de las Naciones Unidas para los Derechos Humanos. Fue luego designado por unanimidad en la Asamblea General de Naciones Unidas como el Primer Alto Comisionado de las Naciones Unidas para los Derechos Humanos. 
También fue embajador de Ecuador ante la Comunidad Económica Europea, Francia, Bélgica, Luxemburgo, Perú y la Santa Sede. Sigue activo en la defensa de los derechos humanos y es actualmente miembro del "Proyecto 2048" de la Universidad de California en Berkeley, que busca la creación de una Corte Internacional de los Derechos Humanos.

## Carrera en las Naciones Unidas
Fue nombrado Alto Comisionado de las Naciones Unidas para los Derechos Humanos mediante la Resolución A/RES/48/141 del 20 de diciembre de 1993 de la Asamblea General de las Naciones Unidas. Comenzó su mandato de cuatro años el 5 de abril de 1994.
Su primer desafío importante fue dar una imagen a su mandato y fomentar la credibilidad de su Comisión. Apenas nombrado, tuvo que afrontar la crisis generada por el genocidio de Ruanda. Su años como Alto Comisionado estuvieron marcados por un esfuerzo para dar una mayor visibilidad al programa de las Naciones Unidas para los derechos humanos. Así, se abrieron oficinas de campo por todo el mundo y Ayala Lasso viajó continuamente para mejorar la visibilidad del trabajo realizado.
Su visión era transformar el Centro de Derechos Humanos de un secretariado pasivo dedicado a conferencias a un centro proactivo de excelencia que llevara a cabo proyectos por todo el globo. Bajo su liderazgo la oficina incrementó su capacidad operacional de forma similar a lo experimentado en la Oficina del Alto Comisionado para los Refugiados. Sus prioridades fueron la gestión de crisis, la prevención y alerta temprana, la asistencia a países en transición a la democracia, el derecho al desarrollo y la difusión de instituciones dedicadas a los derechos humanos. 
Se le recuerda personalmente por su apertura y amabilidad. Sin embargo, tuvo peores resultados en reestructurar el departamento, especialmente al no lograr de la Asamblea General de la ONU un presupuesto adecuado.
Ayala Lasso dimitió el 31 de marzo de 1997 para regresar a su país con el objetivo de participar en las negociaciones por el conflicto limítrofe entre el Perú y el Ecuador que desembocaron en el tratado fronterizo de 1998.